# 성적 뇌
성적 뇌(The Sexual Brain)는 신경과학자 사이먼 르베이(Simon LeVay)가 1993년에 쓴 성적 행동과 감정에 관련된 뇌의 기작과 성적 지향과 같은 관련 주제에 대한 책이다. 이 책은 과학에 대한 잘 쓰인 작품으로 칭송을 받았다. 그러나 일부 평론가들은 사실적 오류를 지적했고 LeVay가 동성애가 생물학적 근거가 있다는 것을 증명하지 못했다고 지적했다.

## 같이 보기
- 인간의 성차
- 성 차이의 신경과학
- 젠더 불일치의 원인
- 성 차이의 신경과학